# 细针穿刺活检
细针穿刺活检是一种可以用來檢測腫瘤和炎症的诊断技術，它也是一種小型外科手术。檢測人員會用皮下注射針穿刺并吸出病人的组织，然後進行染色，之後檢測人員會在顯微鏡下觀察塗色的組織。相對於大型开放式手術活檢，病人無需住院就能進行细针穿刺活检，而且費用更少、更安全、創傷更少，帶來的併發症也更少。不過由於所取组织标本不完全以及量少，因而腫瘤诊断可能會不确切和不可靠。美國首例细针穿刺活检於1981年在迈蒙尼德医疗中心完成。